# Anna Veith
Anna Veith (* 18. Juni 1989 in Hallein als Anna Bräunlinger und durch die Heirat ihrer Eltern legitimierte Anna Fenninger) ist eine ehemalige österreichische Skirennläuferin. Das Mitglied des Skiclubs Hypo Hallein fuhr in allen Disziplinen und gehörte von 2008 bis 2020 der Nationalmannschaft des Österreichischen Skiverbandes (ÖSV) an. Ihre größten Erfolge sind der Gewinn des Gesamtweltcups in den Saisonen 2013/14 und 2014/15, der Olympiasieg im Super-G bei den Olympischen Winterspielen 2014 sowie drei Weltmeistertitel. Seit ihrer Hochzeit mit dem ehemaligen Snowboarder Manuel Veith im April 2016 trägt sie dessen Nachnamen.

## Biografie

### Anfänge und Europacuperfolge
Fenninger besuchte die Volksschule in ihrem Heimatort Adnet im Bundesland Salzburg und anschließend die Skihauptschule in Bad Gastein sowie die Skihotelfachschule in Bad Hofgastein. In letzterer war Marcel Hirscher zwei Jahre lang ein Klassenkollege. Sie gewann von 2002 bis 2004 sechs österreichische Schülermeistertitel und siegte 2004 im Riesenslalom und im Super-G des Whistler Cups sowie im Slalom des Trofeo Topolino, den beiden bedeutendsten internationalen Kinderskirennen. Nach Erreichen des Alterslimits bestritt Fenninger im Dezember 2004 ihre ersten FIS-Rennen. Im nächsten Monat gewann sie zwei Bronzemedaillen beim European Youth Olympic Festival 2005 in Slalom und Super-G. Im Februar 2005 folgte der österreichische Jugendmeistertitel (Altersklasse Jugend I) im Riesenslalom und der erste Sieg in einem FIS-Rennen bei einem Riesenslalom in Lackenhof.
Fenninger wurde 2005 in den Kader des Österreichischen Skiverbandes (ÖSV) aufgenommen und kam ab dem Winter 2005/2006 im Europacup zum Einsatz. Sie stand nach ihrem zweiten Europacuprennen erstmals auf dem Podest und feierte im Jänner 2006 ihre ersten Siege in den Riesenslaloms von Turnau und La Plagne. Mit insgesamt vier Siegen und weiteren fünf Podestplätzen sicherte sie sich in ihrer ersten Europacupsaison den Gesamtsieg, den Sieg in der Riesenslalomwertung und den dritten Platz im Slalomklassement. Auch bei ihren ersten Juniorenweltmeisterschaften 2006 im kanadischen Québec verbuchte sie mit zwei Goldmedaillen im Super-G und der Kombination sowie einer Silbermedaille in der Abfahrt große Erfolge; zudem wurde sie in ihrer Altersklasse erneut Österreichische Jugendmeisterin, diesmal im Super-G.
Ihren Gesamtsieg im Europacup wiederholte Fenninger in der Saison 2006/2007. Sie gewann je drei Super-Gs und Riesenslaloms, womit sie neben der Gesamt- auch die Super-G-Wertung gewann und Zweite im Riesenslalom-Klassement wurde. Im selben Winter kam die damals 17-Jährige zu ihren ersten Einsätzen im Weltcup, vorwiegend in Slalom und Riesenslalom. Sie qualifizierte sich nur in einem Rennen für den zweiten Durchgang und gewann am 21. Jänner 2007 mit Platz 16 im Riesenslalom von Cortina d’Ampezzo ihre ersten Weltcuppunkte. Am 2. März desselben Jahres stürzte sie in der Abfahrt der Weltcup-Superkombination in Tarvis schwer, weshalb sie die Saison vorzeitig beenden musste und unter anderem die Junioren-WM 2007 versäumte. Mit August 2007 erfolgte die Aufnahmen ins Heeressportzentrum des Österreichischen Bundesheers. Damit war sie die 100. Leistungssportlerin im Dienste des Bundesheers.
In der Europacupsaison 2007/08 gewann Fenninger drei Rennen, wurde Dritte der Gesamtwertung, Erste der Kombinationswertung und Zweite der Super-G-Wertung. Im Weltcup bestritt die Allrounderin in jenem Winter Rennen in allen Disziplinen außer der Abfahrt und erreichte ihr erstes Spitzenresultat am 22. Dezember 2007 mit Platz 4 in der Super-Kombination von St. Anton am Arlberg. Bei den Juniorenweltmeisterschaften 2008 gewann sie wie schon zwei Jahre zuvor zwei Gold- und eine Silbermedaille: Sie siegte im Riesenslalom und der Kombination und wurde Zweite im Super-G.

### Weltcuperfolge und Weltmeistertitel
Seit der Saison 2008/09 gehört Fenninger der österreichischen Nationalmannschaft an. Sie bestritt in diesem Winter nur noch vier Europacuprennen und konzentriert sich seitdem ausschließlich auf den Weltcup. Neben der Super-Kombination waren der Super-G und die Abfahrt nun Fenningers stärkste Disziplinen, in denen sie Anschluss an die Weltspitze fand. Sie erreichte in ihrer ersten Weltcupabfahrt am 5. Dezember 2008 in Lake Louise als Achte ihr zweites Top-10-Ergebnis und stand am 26. Jänner 2009 mit Platz 2 im Super-G von Cortina d’Ampezzo erstmals in einem Weltcuprennen auf dem Siegerpodest. Insgesamt fuhr sie in der Saison 2008/2009 in sechs Weltcuprennen unter die besten Zehn, womit sie in der Weltcup-Gesamtwertung den 20. Rang belegte. Bei den Weltmeisterschaften 2009 in Val-d’Isère erreichte Fenninger den 4. Platz im Super-G sowie Rang 7 in der Super-Kombination; in der Abfahrt schied sie jedoch aus. Bei den im nächsten Monat in Garmisch-Partenkirchen ausgetragenen Juniorenweltmeisterschaften 2009 gewann sie die Bronzemedaille im Super-G.
Im Winter 2009/10 stagnierten Fenningers Leistungen. Sie fuhr in drei Weltcuprennen unter die besten Zehn und blieb bei den Olympischen Winterspielen 2010 in Vancouver mit zwei 16. Plätzen in Super-G und Super-Kombination weit hinter ihren WM-Ergebnissen des Vorjahres. In der Weltcupsaison 2010/11 konnte sich Fenninger vor allem in der Abfahrt deutlich verbessern. Neben ihrem ersten Podestplatz in dieser Disziplin, dem 3. Rang in Zauchensee am 8. Jänner 2011, fuhr sie weitere fünfmal unter die besten Zehn, womit sie Sechste im Abfahrtsweltcup wurde. Im Super-G steigerte sie sich ebenfalls. Mit einem 3. Platz in Cortina d’Ampezzo und weiteren drei Top-10-Ergebnissen wurde sie Siebte im Disziplinenweltcup. Ihren bis dahin größten Erfolg feierte sie am 11. Februar 2011 bei den Weltmeisterschaften in Garmisch-Partenkirchen mit dem Gewinn des Weltmeistertitels in der Super-Kombination. Im Mannschaftswettbewerb gewann sie eine Silbermedaille. Zu Saisonende wurde sie österreichische Staatsmeisterin 2011 im Super-G. Bei der Wahl zu Österreichs Sportler des Jahres 2011 wurde sie als „Aufsteigerin des Jahres“ ausgezeichnet.
In der Saison 2011/12 schloss Fenninger auch im Riesenslalom zu den Weltbesten auf. Nach ihren ersten beiden Top-10-Platzierungen in dieser Disziplin zu Beginn des Winters sowie zwei Podestplätzen im Super-G Anfang Dezember gewann sie am 28. Dezember 2011 mit dem Riesenslalom in Lienz ihr erstes Weltcuprennen. Insgesamt holte sie in dieser Saison sechs Podestplätze (2 × Riesenslalom, 4 × Super-G) und wurde mit 994 Punkten Fünfte und damit beste Österreicherin in der Weltcup-Gesamtwertung.
Mit einem Riesenslalomsieg und fünf weiteren Podestplätzen in drei verschiedenen Disziplinen im Verlaufe der Saison 2012/2013 gehörte Fenninger zu den aussichtsreichsten Medaillenkandidatinnen bei den Weltmeisterschaften 2013 in Schladming. Nachdem sie im Super-G und in der Super-Kombination ausgeschieden und in der Abfahrt lediglich Elfte geworden war, gewann sie die Bronzemedaille im Riesenslalom. Am 3. März 2013 folgte in Garmisch-Partenkirchen der erste Sieg in einem Weltcup-Super-G.

### Olympiasieg und Weltcup-Gesamtsieg

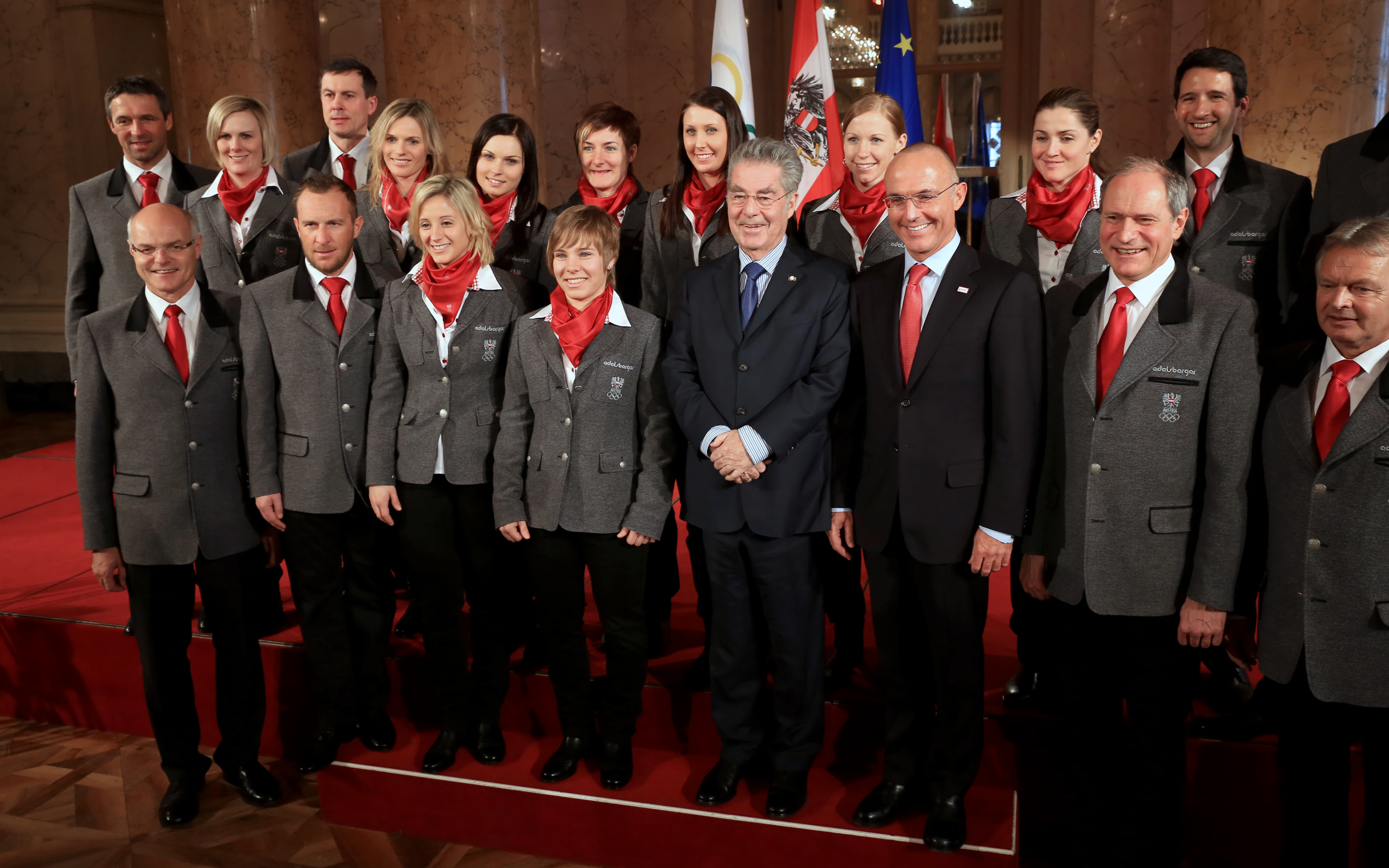
Fenninger (hintere Reihe, 5. v. l.) mit dem Frauen-Ski-Team und Betreuern bei der offiziellen Verabschiedung zu den Olympischen Spielen 2014

In der Saison 2013/14 gewann sie nach einigen Podestplätzen im Super-G bereits zum dritten Mal an einem 28. Dezember einen Riesenslalom, wieder in Lienz. Dadurch ging sie bereits mit großen Erwartungen zu den Olympischen Spielen in Sotschi. Während es mit Platz 8 in der Super-Kombination und dem Ausfall in der Abfahrt noch nicht nach Wunsch lief, feierte sie am 15. Februar 2014 den bis dahin größten Erfolg ihrer Karriere: Sie wurde Olympiasiegerin im Super-G. Drei Tage später gewann sie mit Silber im Riesenslalom eine weitere Medaille. Von diesen Erfolgen beflügelt erzielte sie in den drei folgenden Weltcuprennen 280 Punkte (in der Abfahrt von Crans-Montana wurde sie Zweite, die beiden Riesenslaloms von Åre gewann sie) und überholte damit in der Weltcup-Gesamtwertung die bis dahin führende Maria Höfl-Riesch, die aber tags darauf im Slalom von Åre die Führung zurückeroberte.
Für das Weltcupfinale in Lenzerheide wurde ein spannendes Duell der beiden erwartet, das aber für Höfl-Riesch bereits am ersten Tag in der Abfahrt mit einem schweren Sturz ein abruptes Ende fand – die dabei erlittenen Verletzungen machten ihr Antreten bei den folgenden Rennen unmöglich.
Für Fenninger reichte der 6. Platz in der Abfahrt, um die Führung in der Weltcup-Gesamtwertung zu übernehmen, und mit einem zweiten Platz im Super-G konnte sie sich am 13. März 2014 durch einen Vorsprung von 215 Punkten auf die verbliebene Konkurrentin Lara Gut vor den beiden letzten Rennen den Sieg in der Weltcup-Gesamtwertung sichern. Nach ihrem Sieg im abschließenden Riesenslalom gewann sie die große Kugel mit einem Vorsprung von 191 Punkten auf Maria Höfl-Riesch und 270 Punkten auf die drittplatzierte Lara Gut.

### Doppelweltmeistertitel und zweiter Gesamtweltcupsieg

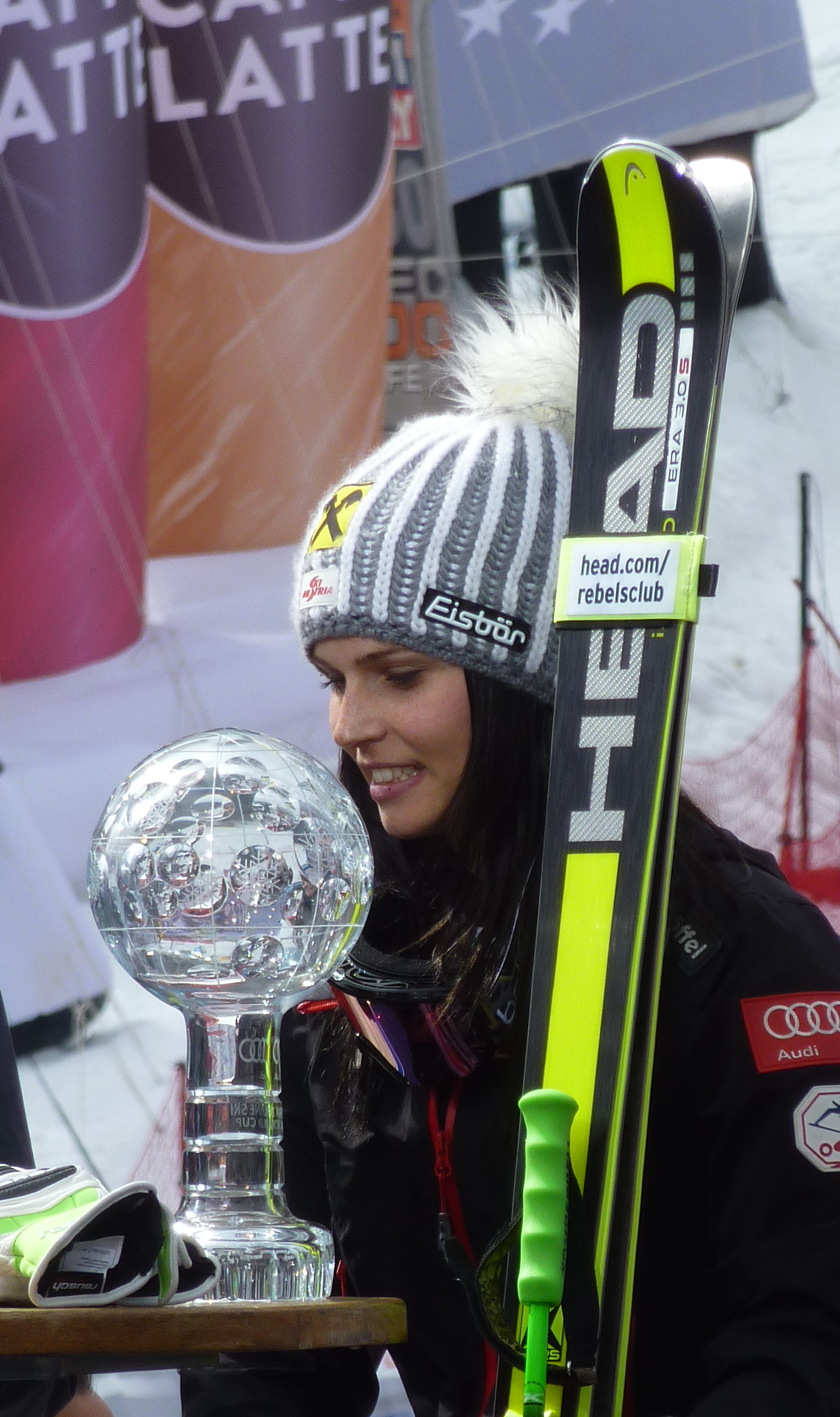
Fenninger mit dem Weltcup-Pokal 2015

Fenninger begann die Saison 2014/15 so, wie sie die vorhergehende beendet hatte: mit einem Sieg. Sie gewann ex aequo mit Mikaela Shiffrin den Riesentorlauf von Sölden. Dadurch feierte sie ihren fünften Erfolg in dieser Disziplin in Serie, was bei den Damen zuletzt Anja Pärson genau zehn Jahre früher gelungen war. Es folgten mehrere zweite Plätze bei Weltcuprennen, ehe sich Fenninger bei den Alpinen Skiweltmeisterschaften in Vail/Beaver Creek im Super-G und im Riesenslalom jeweils die Goldmedaille sicherte. In der Abfahrt gewann sie Silber.
Nach den Weltmeisterschaften begann Fenninger wie schon im Vorjahr eine Siegesserie und gewann den Riesenslalom von Maribor und die alpine Kombination von Bansko, wobei letztere ihren ersten Sieg in dieser Disziplin im Weltcup bedeutete. In Bansko siegte sie auch im Super-G. Nach zwei Podestplätzen in Abfahrt und Super-G in Garmisch-Partenkirchen gewann sie eine Woche später auch den Riesenslalom von Åre, überholte mit ihrem neunten Podestplatz im Weltcup in Serie ihre schärfste Konkurrentin Tina Maze in der Gesamtwertung und setzte sich an die Spitze. Dabei war sie bereits als Höchststand mit 370 Punkten zurückgelegen. Das Weltcupfinale wurde zum offenen Schlagabtausch zwischen Maze und Fenninger: Maze wurde in der Abfahrt Vierte und machte damit 18 Punkte auf Fenninger, die das Rennen auf Rang 8 beendet hatte, gut. Im Super-G siegte Lindsey Vonn vor Fenninger und Maze. Nach dem Slalom, bei dem auch Fenninger gestartet war, jedoch punktelos blieb, ging Maze mit 18 Punkten in der Gesamtwertung wieder in Führung. Beim letzten Rennen der Saison, dem Riesenslalom von Méribel siegte schließlich die Salzburgerin vor ihrer Teamkollegin Eva-Maria Brem und Tina Maze. Fenninger gewann damit zum zweiten Mal in Folge den Riesenslalomweltcup vor Brem sowie den Gesamtweltcup mit 22 Punkten Vorsprung auf die Slowenin Maze.

### Streit mit dem ÖSV, Saisonausfall und neues Management
Anfang Jänner 2015 wurden erstmals Gerüchte öffentlich, dass Fenninger an einem Nationenwechsel interessiert sei. Sowohl der ÖSV als auch Fenninger selbst dementierten dies sofort. Fenninger sagte, sie sei „mit Herz und Seele Österreicherin“ und sicherte dem ÖSV sogar schriftlich ihre Loyalität zu. Grund für Spekulationen dieser Art war, dass ihr Management mit Sponsoren verhandelte, die für ÖSV-Partner Konkurrenzunternehmen darstellten, darunter der deutsche Automobilhersteller Mercedes-Benz.
Mitte Mai 2015 gelangte eine private, von Fenninger selbst verfasste und an den ÖSV gerichtete E-Mail an die Öffentlichkeit, in der sie dem Verband ihren Rücktritt androhte. Hintergrund war die Tatsache, dass der ÖSV Fenninger bereits öfter dazu gedrängt hatte, sich von ihrem Manager, dem Deutschen Klaus Kärcher, zu trennen und ihr Management stattdessen dem ÖSV-Präsidenten Peter Schröcksnadel zu überlassen. Neben dem Ende dieser Querelen forderte Fenninger klare Angaben zur Finanzierung ihres Konditionstrainers sowie eine bessere sportliche Behandlung, ähnlich der ihres erfolgreichen Kollegen Marcel Hirscher. Nach mehreren Versuchen, die Wogen zu glätten, verkündeten die Konfliktparteien im Juni eine Einigung. Wenig später trennte Fenninger sich von ihrem Manager Klaus Kärcher.
Am 21. Oktober 2015, drei Tage vor Saisonbeginn, stürzte Fenninger beim Training in Sölden schwer. Sie zog sich dabei einen Kreuzband- und einen Innenbandriss zu, hinzu kam ein Riss der Patellasehne im rechten Knie. Somit fiel sie die gesamte Saison 2015/16 aus. Zwischen Jänner 2016 und Jänner 2017 wurde Fenninger vom ehemaligen Tennisprofi Florian Krumrey gemanagt. Im März 2016 wurde sie für einen Laureus Award als Weltsportlerin des Jahres nominiert. Ende Oktober 2016 gab sie die Veröffentlichung ihres ersten Buchs „Zwischenzeit“ bekannt, das sich mit ihrer bisherigen Karriere und insbesondere den Erfahrungen ihrer Verletzungszeit beschäftigt.

### Abgebrochenes Comeback
Am 27. Dezember 2016 gab Veith ihr Comeback im Alpinen Skiweltcup beim Riesenslalom am Semmering (ein Ersatzrennen für Courchevel), bei dem sie es aber mit Rang 49 nicht in den zweiten Durchgang schaffte. Beim zweiten Riesenslalom, dem Original-Rennen am selben Ort, fuhr sie am nächsten Tag auf Rang 25. Im Super-G von Cortina d’Ampezzo am 29. Jänner 2017 erreichte sie mit einem dritten Platz ihre erste Podestplatzierung nach der Verletzung. Bei den Weltmeisterschaften 2017 in St. Moritz schied Veith im Super-G aus und fuhr im Riesenslalom auf den 22. Platz; auf den Start in der Abfahrt verzichtete sie. In der Woche nach den Weltmeisterschaften, am 24. Februar 2017, gab sie das vorzeitige Ende der Saison bekannt. Als Grund nannte sie eine chronische Entzündung der Patellasehne im linken Knie, die einen operativen Eingriff erforderlich mache.

### Erfolgreiches Comeback
In der Saison 2017/18 stieg sie nach ihrer zweiten Operation wieder in den Weltcup ein. Bereits am ersten Rennwochenende in Lake Louise holte sie Weltcuppunkte. In den folgenden Rennen in St. Moritz erreichte sie im Super-G den fünften Platz. Am 17. Dezember 2017 errang sie 1001 Tage nach ihrem letzten Sieg im Weltcup (Riesentorlauf beim Weltcupfinale in Meribel 2015) zum ersten Mal wieder einen Sieg. Wenige Tage darauf gab Veith ihr Comeback im Riesentorlauf in Courchevel, bei dem sie den zweiten Durchgang nicht erreichte. Am 29. Dezember 2017 holte sie in Lienz, wo sie 2011 ihren ersten Weltcupsieg gefeiert hatte, als 21. zum ersten Mal auch im Riesentorlauf Punkte.
Für die Eröffnungsfeier der Olympischen Winterspiele im koreanischen Pyeongchang wurde Veith als Fahnenträgerin der österreichischen Delegation bestimmt. Dort errang sie acht Tage später im Super-G mit einer Hundertstelsekunde Rückstand auf die tschechische Olympiasiegerin Ester Ledecká die Silbermedaille. Vor Ledeckás Start wähnte sich Veith bereits als Siegerin und gab ein Interview, in dem sie vom größten Sieg ihrer Karriere sprach. Mit einem Sieg Ledeckás, deren Paradedisziplin eigentlich Snowboard ist und die selbst über ihren Sieg verwundert war, hatte Veith nicht gerechnet.

### Erneute Verletzung und Rücktritt
Nach vier Top-10-Ergebnissen zu Beginn der Saison 2018/19 erlitt Veith am 12. Jänner 2019 beim Training in Pozza di Fassa (Trentino) erneut einen Kreuzbandriss, wobei sie nicht einmal zu Sturz gekommen war. Sie musste die Saison abbrechen und verpasste dadurch auch die Weltmeisterschaften in Åre. In der Saison 2019/20 bestritt sie insgesamt elf Rennen, wobei ein siebter Platz in Rosa Chutor ihr bestes Ergebnis war. Im Rahmen einer Sondersendung des ORF am 23. Mai 2020 erklärte sie ihre aktive Zeit im Skirennsport als beendet.

### Persönliches
Am 16. April 2016 heiratete sie ihren langjährigen Lebensgefährten, den ehemaligen Snowboarder Manuel Veith, dessen Nachnamen sie annahm. Im Juni 2021 wurden die beiden Eltern eines Sohnes, im März 2024 einer Tochter.

### Engagement für die Geparden-Rettung
Anna Veith unterstützt die Non-Profit-Organisation Cheetah Conservation Fund (CCF), die sich um den Erhalt des Lebensraumes der Geparden in Afrika kümmert und sich bemüht, durch aufwendige Schulungsprogramme auf die Situation der unmittelbar vom Aussterben bedrohten Tierart aufmerksam zu machen. Ihr Helm hatte (abgesehen vom Logo des Kopfsponsors) die Zeichnung eines Gepardfells, und sie hat als Botschafterin dieser Organisation mehrere Videos und Fotos von sich im Geparden-Look veröffentlichen lassen, um darauf aufmerksam zu machen, dass diese Tiere vom Aussterben bedroht sind.
Seit dem Jahr 2013 ist Anna Veith auch im österreichischen Artenschutzverein Build an Ark engagiert, um den Schutz der Geparden zu einem nachhaltigen und langfristigen Projekt zu machen. Die Zusammenarbeit einer Spitzensportlerin mit einem Artenschutzverein unter dem Motto „Spitzensport meets Artenschutz“ bietet die Möglichkeit, eine breite Öffentlichkeit für das Thema der Bedrohung der Geparden zu sensibilisieren.

## Erfolge

### Olympische Spiele
- Vancouver 2010: 16. Super-G, 16. Super-Kombination, 25. Abfahrt
- Sotschi 2014: 1. Super-G, 2. Riesenslalom, 8. Super-Kombination
- Pyeongchang 2018: 2. Super-G, 12. Riesenslalom

### Weltmeisterschaften
- Val-d’Isère 2009: 4. Super-G, 7. Super-Kombination, 32. Slalom
- Garmisch-Partenkirchen 2011: 1. Super-Kombination, 2. Mannschaftswettbewerb, 5. Super-G, 17. Abfahrt
- Schladming 2013: 3. Riesenslalom, 11. Abfahrt
- Vail/Beaver Creek 2015: 1. Super-G, 1. Riesenslalom, 2. Abfahrt, 4. Alpine Kombination
- St. Moritz 2017: 22. Riesenslalom

### Weltcupwertungen
| Saison  | Gesamt                              | Gesamt                              | Abfahrt                             | Abfahrt                             | Super-G                             | Super-G                             | Riesenslalom                        | Riesenslalom                        | Slalom                              | Slalom                              | Kombination                         | Kombination                         | CityEvent                           | CityEvent                           |
| Saison  | Platz                               | Punkte                              | Platz                               | Punkte                              | Platz                               | Punkte                              | Platz                               | Punkte                              | Platz                               | Punkte                              | Platz                               | Punkte                              | Platz                               | Punkte                              |
| ------- | ----------------------------------- | ----------------------------------- | ----------------------------------- | ----------------------------------- | ----------------------------------- | ----------------------------------- | ----------------------------------- | ----------------------------------- | ----------------------------------- | ----------------------------------- | ----------------------------------- | ----------------------------------- | ----------------------------------- | ----------------------------------- |
| 2006/07 | 108.                                | 15                                  | –                                   | –                                   | –                                   | –                                   | 40.                                 | 15                                  | –                                   | –                                   | –                                   | –                                   | –                                   | –                                   |
| 2007/08 | 60.                                 | 83                                  | –                                   | –                                   | 32.                                 | 29                                  | 52.                                 | 4                                   | –                                   | –                                   | 14.                                 | 50                                  | –                                   | –                                   |
| 2008/09 | 20.                                 | 338                                 | 21.                                 | 84                                  | 15.                                 | 126                                 | 52.                                 | 5                                   | 39.                                 | 22                                  | 7.                                  | 101                                 | –                                   | –                                   |
| 2009/10 | 26.                                 | 260                                 | 26.                                 | 65                                  | 13.                                 | 135                                 | –                                   | –                                   | –                                   | –                                   | 6.                                  | 60                                  | –                                   | –                                   |
| 2010/11 | 12.                                 | 555                                 | 6.                                  | 268                                 | 7.                                  | 142                                 | 33.                                 | 34                                  | –                                   | –                                   | 9.                                  | 81                                  | 5.                                  | 30                                  |
| 2011/12 | 5.                                  | 994                                 | 19.                                 | 107                                 | 3.                                  | 369                                 | 4.                                  | 442                                 | 54.                                 | 5                                   | 8.                                  | 56                                  | 9.                                  | 15                                  |
| 2012/13 | 3.                                  | 1029                                | 8.                                  | 209                                 | 3.                                  | 304                                 | 2.                                  | 480                                 | –                                   | –                                   | 13.                                 | 36                                  | –                                   | –                                   |
| 2013/14 | 1.                                  | 1371                                | 2.                                  | 464                                 | 2.                                  | 357                                 | 1.                                  | 518                                 | –                                   | –                                   | 8.                                  | 32                                  | –                                   | –                                   |
| 2014/15 | 1.                                  | 1553                                | 2.                                  | 399                                 | 2.                                  | 512                                 | 1.                                  | 542                                 | –                                   | –                                   | 1.                                  | 100                                 | –                                   | –                                   |
| 2015/16 | verletzungsbedingt keine Ergebnisse | verletzungsbedingt keine Ergebnisse | verletzungsbedingt keine Ergebnisse | verletzungsbedingt keine Ergebnisse | verletzungsbedingt keine Ergebnisse | verletzungsbedingt keine Ergebnisse | verletzungsbedingt keine Ergebnisse | verletzungsbedingt keine Ergebnisse | verletzungsbedingt keine Ergebnisse | verletzungsbedingt keine Ergebnisse | verletzungsbedingt keine Ergebnisse | verletzungsbedingt keine Ergebnisse | verletzungsbedingt keine Ergebnisse | verletzungsbedingt keine Ergebnisse |
| 2016/17 | 74.                                 | 78                                  | 45.                                 | 12                                  | 26.                                 | 60                                  | 48.                                 | 6                                   | –                                   | –                                   | –                                   | –                                   | –                                   | –                                   |
| 2017/18 | 15.                                 | 540                                 | 12.                                 | 175                                 | 3.                                  | 339                                 | 33.                                 | 26                                  | –                                   | –                                   | –                                   | –                                   | –                                   | –                                   |
| 2018/19 | 39.                                 | 205                                 | 34.                                 | 40                                  | 26.                                 | 54                                  | 18.                                 | 111                                 | –                                   | –                                   | –                                   | –                                   | –                                   | –                                   |
| 2019/20 | 61.                                 | 100                                 | 37.                                 | 26                                  | 24.                                 | 67                                  | 45.                                 | 7                                   | –                                   | –                                   | –                                   | –                                   | –                                   | –                                   |

### Weltcupsiege
Veith errang 46 Podestplätze in Einzelrennen, davon 15 Siege:
| Datum              | Ort                    | Land        | Disziplin         |
| ------------------ | ---------------------- | ----------- | ----------------- |
| 28. Dezember 2011  | Lienz                  | Österreich  | Riesenslalom      |
| 28. Dezember 2012  | Semmering              | Österreich  | Riesenslalom      |
| 3. März 2013       | Garmisch-Partenkirchen | Deutschland | Super-G           |
| 9. März 2013       | Ofterschwang           | Deutschland | Riesenslalom      |
| 28. Dezember 2013  | Lienz                  | Österreich  | Riesenslalom      |
| 6. März 2014       | Åre                    | Schweden    | Riesenslalom      |
| 7. März 2014       | Åre                    | Schweden    | Riesenslalom      |
| 16. März 2014      | Lenzerheide            | Schweiz     | Riesenslalom      |
| 25. Oktober 2014 * | Sölden                 | Österreich  | Riesenslalom      |
| 21. Februar 2015   | Maribor                | Slowenien   | Riesenslalom      |
| 1. März 2015       | Bansko                 | Bulgarien   | Super-Kombination |
| 2. März 2015       | Bansko                 | Bulgarien   | Super-G           |
| 13. März 2015      | Åre                    | Schweden    | Riesenslalom      |
| 22. März 2015      | Méribel                | Frankreich  | Riesenslalom      |
| 17. Dezember 2017  | Val-d’Isère            | Frankreich  | Super-G           |

- zeitgleich mit Mikaela Shiffrin

Hinzu kommt ein Podestplatz bei Mannschaftswettbewerben.

### Europacup
Disziplinenwertungen:
- Saison 2005/06: Gesamtsiegerin, 1. Riesenslalom, 3. Slalom
- Saison 2006/07: Gesamtsiegerin, 1. Super-G, 2. Riesenslalom
- Saison 2007/08: 3. Gesamtwertung, 1. Kombination, 2. Super-G

25 Podestplätze, davon 14 Siege:
| Datum             | Ort                     | Land        | Disziplin     |
| ----------------- | ----------------------- | ----------- | ------------- |
| 21. Jänner 2006   | Turnau                  | Österreich  | Riesenslalom  |
| 30. Jänner 2006   | La Plagne               | Frankreich  | Riesenslalom  |
| 12. Februar 2006  | Roccaraso               | Italien     | Riesenslalom  |
| 20. Februar 2006  | Garmisch-Partenkirchen  | Deutschland | Riesenslalom  |
| 20. Dezember 2006 | Kaunertal               | Österreich  | Riesenslalom  |
| 21. Dezember 2006 | Kaunertal               | Österreich  | Riesenslalom  |
| 16. Jänner 2007   | St. Moritz              | Schweiz     | Super-G       |
| 17. Jänner 2007   | St. Moritz              | Schweiz     | Super-G       |
| 5. Februar 2007   | Abetone                 | Italien     | Riesenslalom  |
| 15. Februar 2007  | Sella Nevea             | Italien     | Super-G       |
| 9. November 2007  | Bottrop                 | Deutschland | Indoor-Slalom |
| 10. März 2008     | Les Orres               | Frankreich  | Super-G       |
| 13. März 2008     | Claviere                | Italien     | Riesenslalom  |
| 28. Jänner 2009   | Götschen-Bischofswiesen | Deutschland | Slalom        |

### Junioren-Weltmeisterschaften
- Québec 2006: 1. Super-G, 1. Kombination, 2. Abfahrt, 4. Slalom, 9. Riesenslalom
- Formigal 2008: 1. Riesenslalom, 1. Kombination, 2. Super-G, 4. Abfahrt, 8. Slalom
- Garmisch-Partenkirchen 2009: 3. Super-G, 6. Riesenslalom, 17. Slalom

### Weitere Erfolge

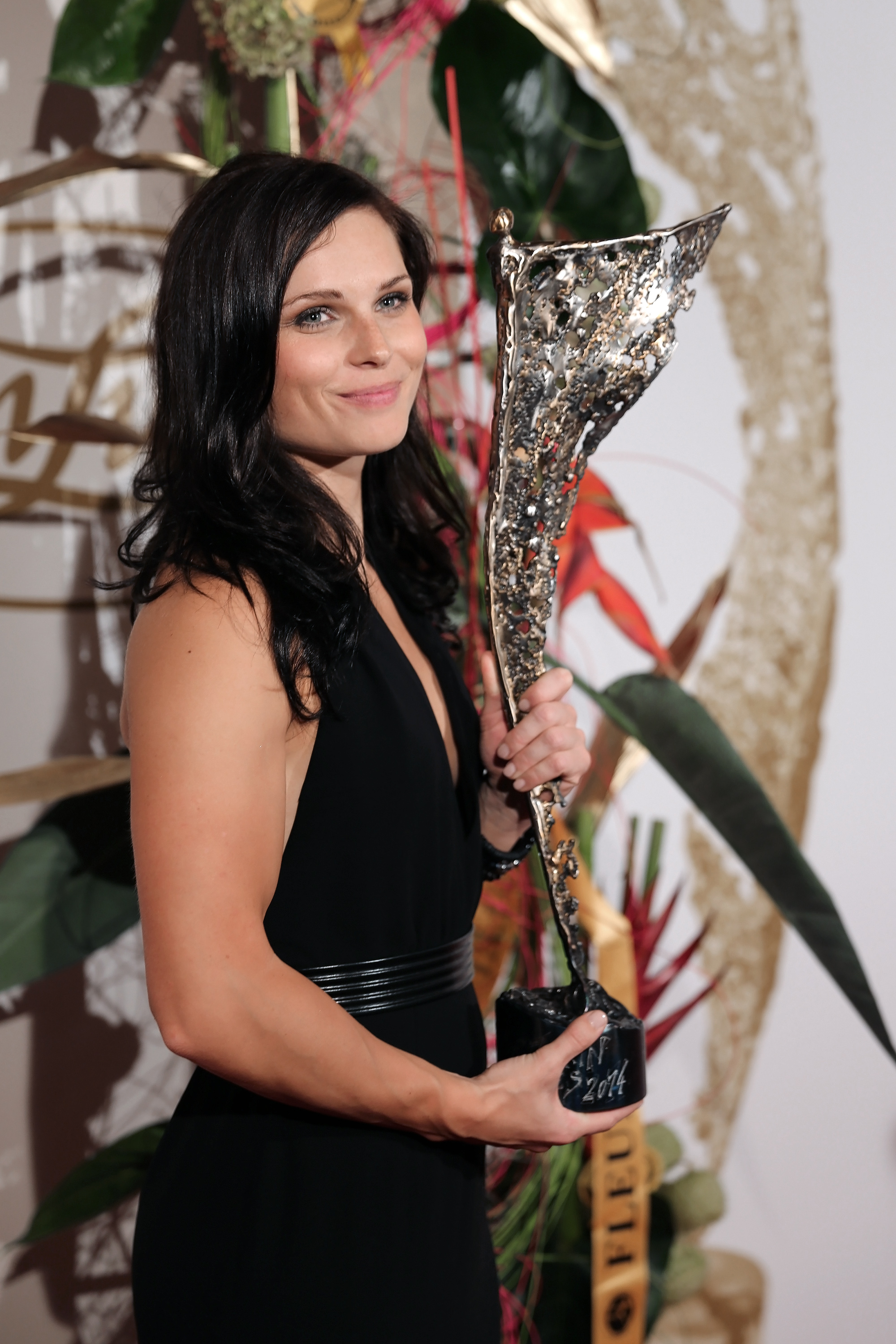
Anna Fenninger mit der Trophäe für Österreichs Sportlerin des Jahres 2014

- Österreichische Staatsmeisterin im Super-G 2011 und in der Super-Kombination 2014[38]
- zweifache Österreichische Jugendmeisterin (Jugend I): Riesenslalom 2005, Super-G 2006
- Bronze im Slalom und im Super-G beim European Youth Olympic Festival in Morgins/Les Crosets 2005
- 8 Siege in FIS-Rennen (3 × Abfahrt, 2 × Riesenslalom, 2 × Slalom, 1 × Super-G)

## Auszeichnungen
- „Aufsteigerin des Jahres“ bei der Wahl zu Österreichs Sportler des Jahres: 2011
- Österreichs Sportlerin des Jahres: 2013, 2014, 2015
- Skieur d’Or: 2014, 2015
- Laureus Award: Nominierung als Weltsportlerin des Jahres 2015
- Women’s Sports Foundation: Nominierung als Sportswoman of the Year 2015[39]
- Polish Press Agency: Nominierung als Europas Sportlerin des Jahres 2015[40]
- Großes Ehrenzeichen für Verdienste um die Republik Österreich: 2016[41]

## Veröffentlichungen
- mit Manfred Behr: Zwischenzeit, MUM, Purkersdorf 2016, ISBN 978-3-9503256-1-4